# Zale yavapai
Zale yavapai är en fjärilsart som beskrevs av Smith 1909. Zale yavapai ingår i släktet Zale och familjen nattflyn. Inga underarter finns listade i Catalogue of Life.